# 임꺽정 (영화)
"임꺽정"은 1961년에 만든 영화이며, 감독은 유현목, 출연자로는 신영균, 문정숙, 최무룡이 있다.

## 출연

### 주연
- 신영균
- 문정숙
- 최무룡

## 기타
- 조명: 고해진
- 미술: 홍성칠

## 같이 보기
- 장길산 - 장길산 (드라마) - 조선의 의적(산적).